# Midtryggen
Der Midtryggen (norwegisch für Mittlerer Rücken) ist ein komplett vereister und schneebedeckter Gebirgskamm auf der westantarktischen Peter-I.-Insel. Im östlichen Abschnitt des Storfallet erstreckt er sich südwestlich des Austryggen.
Wissenschaftler des Norwegischen Polarinstituts benannten ihn 1987.